# Louise zu Mecklenburg

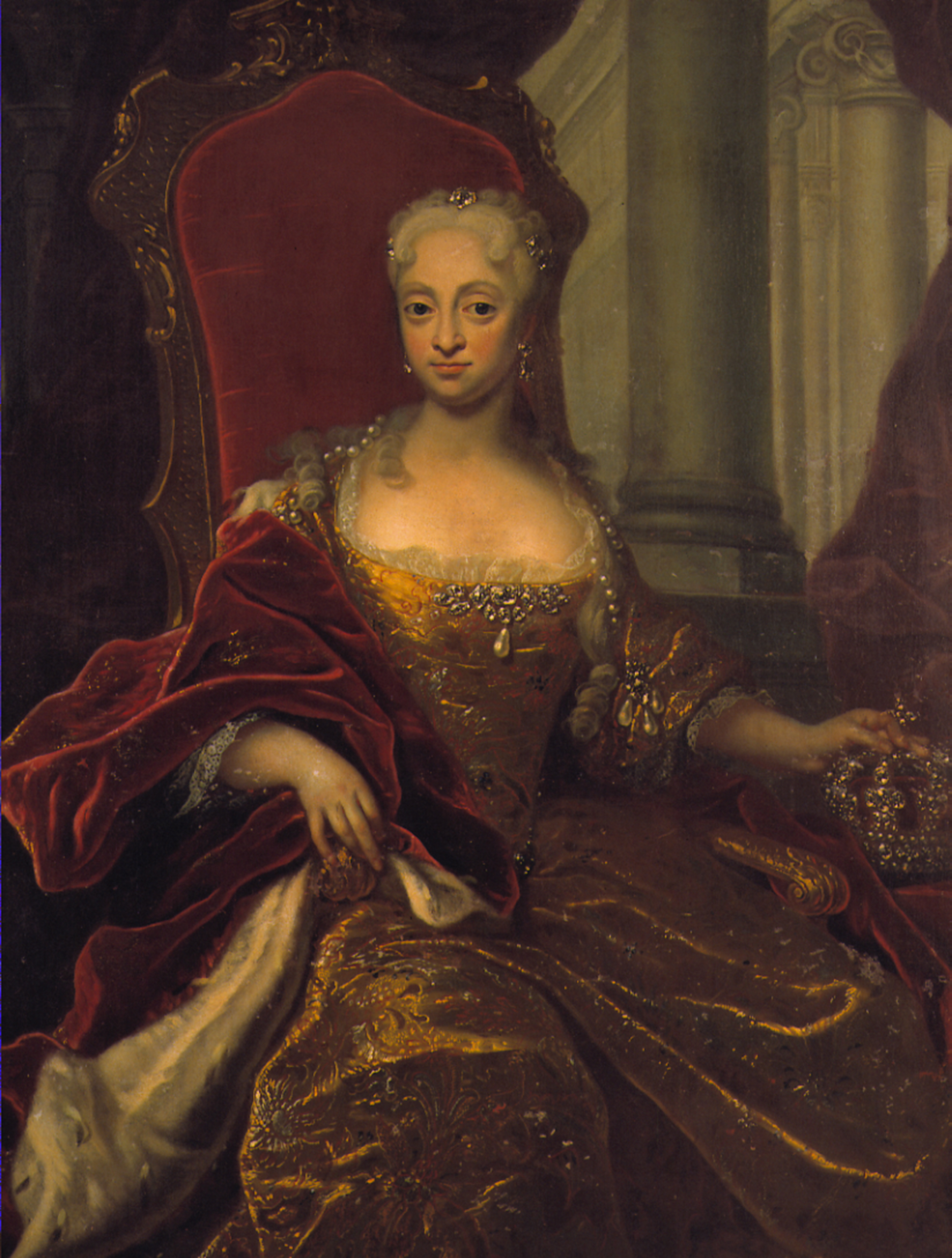
Königin Louise von Dänemark

Louise, Herzogin zu Mecklenburg [-Güstrow], auch Luise (* 28. August 1667 in Güstrow; † 15. März 1721 in Kopenhagen) war Tochter des Herzog Gustav Adolf zu Mecklenburg und dessen Frau Magdalene Sibylle, Tochter von Friedrich III. von Schleswig-Holstein-Gottorf. An der Seite ihres Mannes Friedrich IV. war Louise von 1699 bis 1721 Königin von Dänemark.

## Leben
Louise wuchs an dem relativ bescheidenen Fürstenhof Mecklenburg-Güstrow auf, an dem eine starke pietistische Religiosität herrschte. Von ihren elf Geschwistern erreichten acht das Erwachsenenalter, allesamt Mädchen. Ihren späteren Ehemann, den dänischen Kronprinzen Friedrich, lernte sie kennen, als dieser sich an deutschen Fürstenhöfen nach einer Gemahlin umsah.
Am 5. Dezember 1695 heiratete Louise in Kopenhagen Kronprinz Friedrich, den späteren König Friedrich IV., und wurde 1699 an seiner Seite Königin von Dänemark. Ihre prunkvoll-pompöse Salbung fand 1700 in der Schlosskirche von Frederiksborg statt.
Louise litt unter dem Temperament ihres Mannes, der eine Reihe von Liebschaften hatte. Noch zu Louises Lebzeiten ging Friedrich zwei Ehen zur linken Hand ein. Anders als ihre Schwiegermutter Charlotte Amalie konnte Louise sich nur schwer mit dieser Situation abfinden und empfand sie als Kränkung. Louise machte ihrem Mann Vorwürfe, was mitunter zu peinlichen Situationen am Hof führte. Vermutet wird, dass Louises tiefe Religiosität auch eine Flucht aus ihrer eher enttäuschenden Ehe darstellte. Nur Tage nach Louises Tod heiratete Friedrich die zweite seiner beiden morganatischen Ehefrauen, seine große Liebe Anna Sophie von Reventlow, offiziell und machte sie später zur Königin.
Louise nahm am offiziellen Hofleben teil und erfüllte ihre zeremoniellen Pflichten. Ansonsten führte sie ein eher zurückgezogenes und stilles Leben. Die Beliebtheit ihres Mannes erreichte sie nicht. Im Laufe der Zeit erhielt sie in Dänemark drei Güter – Hørsholm, Rungstedgård und Ebberødgård –, deren Verwaltung sie jedoch nicht selbst übernahm.
Zu ihrem Sohn Christian, dem späteren König Christian VI., hatte Louise ein enges und prägendes Verhältnis. Auch Christian entwickelte eine starke Religiosität und war, wie seine Mutter, eher scheu gegenüber der Öffentlichkeit.
Louise hinterließ eine umfangreiche Büchersammlung, die heute in der Königlichen Bibliothek zu Kopenhagen aufbewahrt wird. Die meisten der Bücher sind religiöse Schriften. Da sie ausschließlich deutsche Bücher besaß, wird vermutet, dass sie entweder kein Dänisch konnte oder die Sprache nur ungern verwendete.

## Nachkommen
Königin Louise und König Friedrich IV. hatten fünf Kinder, von denen drei im frühen Kindesalter verstarben:
- Christian (1697–1698)
- Christian (1699–1746), später als Christian VI. König von Dänemark
- Friedrich Karl (1701–1702)
- Georg (1703–1704)
- Charlotte Amalie (1706–1782)